# Кросс-Крік Тауншип (округ Вашингтон, Пенсільванія)
Кросс-Крік Тауншип (англ. Cross Creek Township) — селище (англ. township) в США, в окрузі Вашингтон штату Пенсільванія. Населення — 1371 особа (2020).

## Демографія
Згідно з переписом 2010 року, у селищі мешкало 1556 осіб у 626 домогосподарствах у складі 441 родини. Було 688 помешкань
Расовий склад населення:
| - 98,2 % — білих - 0,2 % — чорних або афроамериканців - 0,1 % — корінних американців |

До двох чи більше рас належало 1,5 %. Частка іспаномовних становила 0,8 % від усіх жителів.
За віковим діапазоном населення розподілялося таким чином: 19,3 % — особи молодші 18 років, 65,2 % — особи у віці 18—64 років, 15,5 % — особи у віці 65 років та старші. Медіана віку мешканця становила 46,5 року. На 100 осіб жіночої статі у селищі припадало 99,2 чоловіків;  на 100 жінок у віці від 18 років та старших — 100,3 чоловіків також старших 18 років.
Середній дохід на одне домашнє господарство  становив 73 251 долар США (медіана — 55 833), а середній дохід на одну сім'ю — 87 371 долар (медіана — 67 679). Медіана доходів становила 52 500 доларів для чоловіків та 36 688 доларів для жінок. За межею бідності перебувало 13,0 % осіб, у тому числі 32,2 % дітей у віці до 18 років та 6,9 % осіб у віці 65 років та старших.
Цивільне працевлаштоване населення становило 749 осіб. Основні галузі зайнятості: освіта, охорона здоров'я та соціальна допомога — 22,0 %, сільське господарство, лісництво, риболовля — 11,2 %, будівництво — 11,1 %.